# K. O. (film)
A K. O. Rényi Tamás 1978-ban bemutatott játékfilmje Müller Péter forgatókönyvéből. A film fordulatos és meggyőzően hiteles korrajz az 1970-es évek végéről.

## Cselekmény
A pécsi PSK bokszcsapata a válogató versenyre érkezik Budapestre. Csungi (Tóth II. Béla) nagy riválisa az olimpiai bajnok Vörös Jóska, akivel egyébként együtt kezdtek bokszolni gyerekkorukban, és azóta is jóbarátok.
Hasonló a viszonyuk, mint Csungi apjának, az Öreg Csunginak és a pécsi csapat emberséges és melegszívű edzőjének, Kaja bácsinak. Ők is gyakran kerültek szembe egymással a ringben annak idején, de közülük Csungi apja volt a sikeresebb. Európa-bajnoki ezüstérmes és örökös magyar bajnok lett, és Drakula néven profi karriert is befutott Európaszerte. De kiöregedése után nem kapott szakmai feladatot, és csak mint nagy öreget szerepeltetik a versenyeken díjátadásoknál.
Csungi esélyeit növeli, hogy amellett, hogy különösen jó formában érzi magát, Jóska magánéleti és szakmai problémákkal is küszködik egy idő óta. Nemrég vált el feleségétől, Idától, és régi kedves edzőjét is nyugdíjazták. Mivel nem fogadta el új, kijelölt edzőjét, egyedül készült a fontos válogatóra. Csapattársaival az MKSE-ben sem jó a kapcsolata. Így Csungi és pécsi csapattársai segítenek Jóskának a költözködésben.
A bajnokságon a várakozásnak megfelelően a döntőt Csungi és Jóska játssza. A vezetőség azonban nem akar kockáztatni az Európa-bajnokságon, így hiába jobb Csungi, mégis Vöröst hozzák ki győztesnek.
Nemcsak a közönség háborodik fel az igazságtalanságon, de Csungi apja is beolvas a vezetőségnek. Ott is hagyná az egészet, de meggyőzik, hogy ezt nem teheti meg a fiával. Így rááll, hogy mégis ő adja át a díjakat.
A dobogón kézfogás közben Jóska is elismeri hogy barátja volt a jobb.

## Szereplők
- Csungi – Cserhalmi György
- Vörös Jóska – Juhász Jácint
- Vali, Csungi felesége – Kiss Mari
- Ida, Jóska felesége – Sáfár Anikó
- Tóth bácsi, Csungi apja – Bencze Ferenc
- Kaja bácsi, edző[2] – Inke László
- Árpi, Csungi bátyja – Szabó Gyula
- Marika, Csungi nővére – Pásztor Erzsi
- Sörös Pista – Szerencsi Hugó
- Lifteslány – Tarján Györgyi
- Balogh Kutyu – Gáti Oszkár
- Dancsák – Hunyadkürti István
- Hörcsög – Orbán Sándor
- Pontozó – György László
- Törpe[3] – Persőczy Zsolt
- Sportriporter – Szilágyi János
- TV kommentátor – Gyulai István
- Gyuszi – Straub Dezső

## A forgatási helyszínek
- Vasútállomás
- Erzsébet Presszó
- Békásmegyer
- Zugló
- Budapest, Sportcsarnok

## Díjak
Magyar Filmkritikusok Díja (1979)
- legjobb forgatókönyv díja – Müller Péter
- legjobb férfi epizódalakítás díja – Bencze Ferenc

## Érdekességek
- Az „Egy lökött író. Itt lakik Zuglóban. Meg akarja írni az életemet...” nyilván maga Müller Péter[forrás?]
- A szintén Müller Péter forgatókönyvéből készült Hungarian Dracula (1988) című magyar tévéfilmben Kovács Lajos, azaz Dracula magyar beceneve Csungi (Dzsoko Roszics alakította). Bár a két karakter életében jelentős különbségek is felfedezhetők.